# Chymotrypsyna

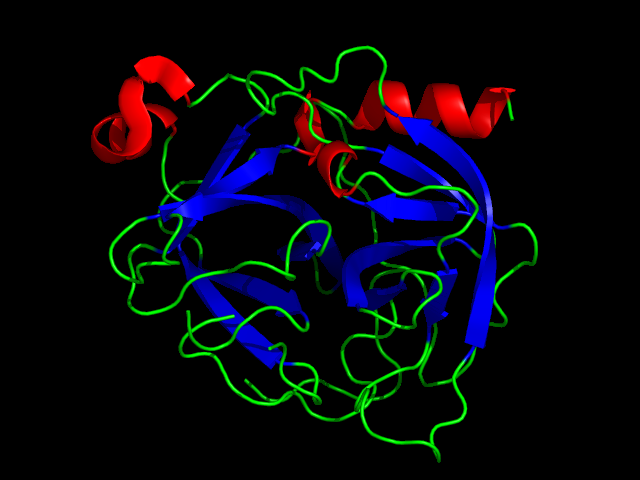
Chymotrypsynogen B1

Chymotrypsyna (EC 3.4.21.1) – proteolityczny enzym trawienny, produkowany przez trzustkę (jako proenzym chymotrypsynogen) i wchodzący w skład soku trzustkowego. Jest uczynniany przez trypsynę. Wykazuje maksimum aktywności przy pH 8–9. Od trypsyny odróżnia go to, że nie powoduje krzepnięcia krwi.
Chymotrypsyna należy do hydrolaz i w jelicie cienkim trawi łańcuchy peptydowe białek. Hydrolizuje preferencyjnie wiązania peptydowe po karboksylowej stronie reszt aminokwasowych zawierających hydrofobowy łańcuch boczny (tryptofan, fenyloalanina, tyrozyna, leucyna), zwłaszcza aromatyczny.
Chymotrypsynogen, produkowany jako prekursorowy zymogen, jest polipeptydem złożonym z 245 reszt aminokwasowych. Proces aktywacji tego proenzymu polega na proteolitycznym wycięciu dwóch dipeptydów poprzez przecięcie wiązań Leu(13) i Arg(15) oraz Tyr(146) i Arg(148) przez trypsynę (a następnie inne uczynnione cząsteczki chymotrypsyny). Ostateczna czynna cząsteczka chymotrypsyny, która powstaje przez stabilizację cząsteczki przez połączenie 3 części przez 2 mostki dwusiarczkowe, określana jest jako α-chymotrypsyna.

Mechanizm hydrolizy katalizowanej przez chymotrypsynę α. Reszty Ser_{195}, His_{57} i Asp_{102} stanowią tzw. Triada katalityczna